# Adolphe Thabard
Adolphe-Martial Thabard (Limoges, 1831. november 13. – Clamart, 1905. december 2.) francia szobrászművész. Francique Duret tanítványa.
A párizsi Palais-Royal-t, Sorbonne-t, Városházát (Hôtel de Ville) és számos templomot díszítenek szobrai. Ő készítette a budapesti Margit híd hajóorrszerű szobordíszeit is.

## Külső hivatkozások
- Adolphe Thabard szobrai